# Cristatogobius
Cristatogobius es un género de peces de la familia de los Gobiidae en el orden de los Perciformes.

## Especies
- Cristatogobius albius (Chen, 1959)
- Cristatogobius aurimaculatus (Akihito & Meguro, 2000)
- Cristatogobius gobioides (Ogilby, 1886)
- Cristatogobius lophius (Herre, 1927)
- Cristatogobius nonatoae (Ablan, 1940)
- Cristatogobius rubripectoralis (Akihito, Meguro & Sakamoto, 2003)